# Jurkova Voľa
Jurkova Voľa (in ungherese Györgyfölde) è un comune della Slovacchia facente parte del distretto di Svidník, nella regione di Prešov.